# Sangamner
Sangamner es una ciudad y  municipio situada en el distrito de Ahmednagar en el estado de Maharashtra (India). Su población es de 65804 habitantes (2011). Se encuentra a orillas del río Pravara, a 230 km de Bombay.

## Demografía
Según el censo de 2011 la población de Sangamner era de 65804 habitantes, de los cuales 33463 eran hombres y 32341 eran mujeres. Sangamner tiene una tasa media de alfabetización del 90,86%, superiora la media estatal del 82,34%: la alfabetización masculina es del 94,44%, y la alfabetización femenina del 87,23%.